# 七喷泉广场 (阿勒颇)
七喷泉广场（阿拉伯语：‎）是叙利亚阿勒颇的一个重要广场，座落于老城的阿卜杜勒·梅内姆·利雅得街与Mutanabbi街的路口，是老城区和新城区之间的重要连接点。
许多重要的政府大楼都位于广场周围，老城区最大的室内市场之一，Suweiqa市场的正门也位于此。

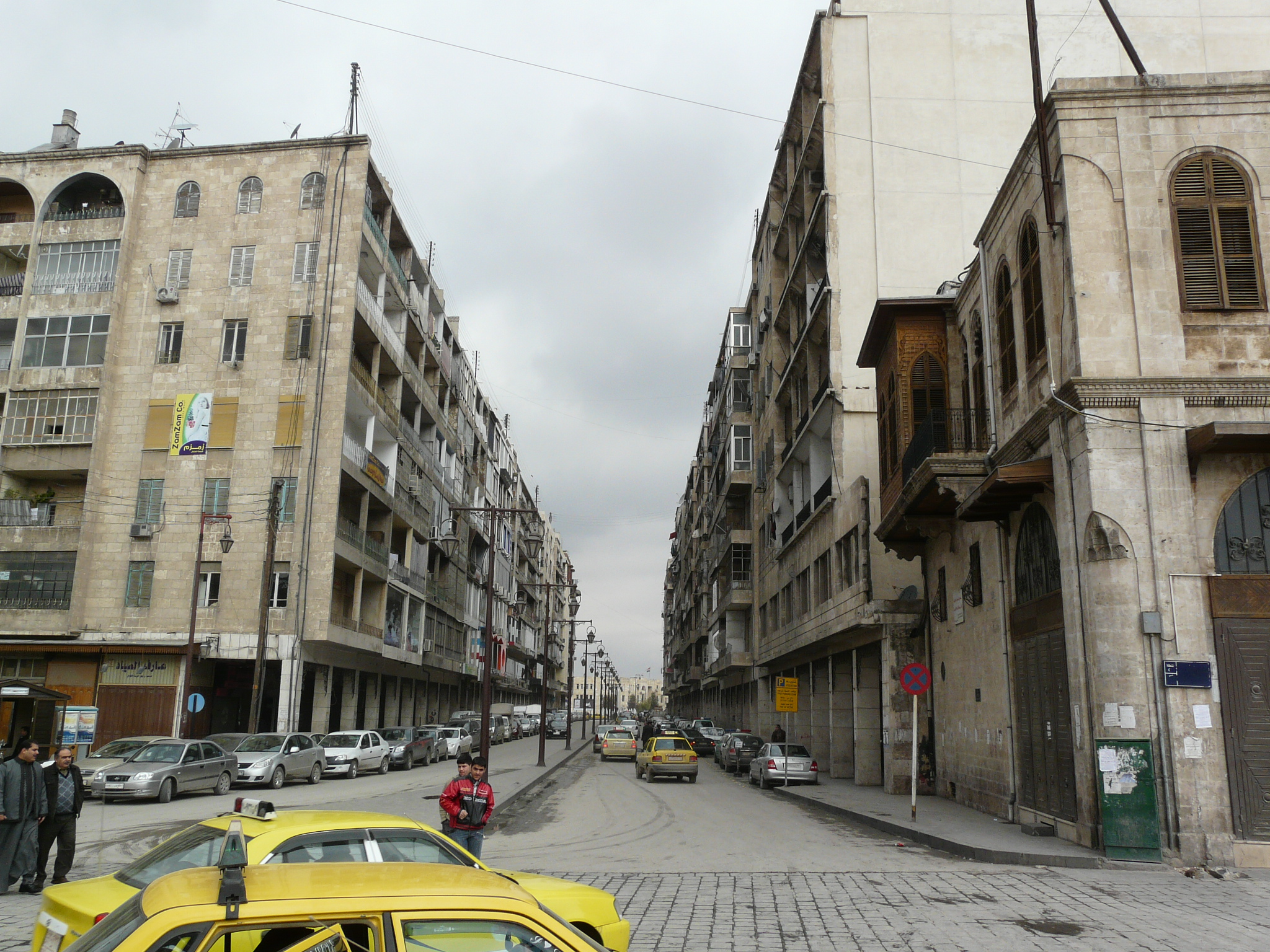
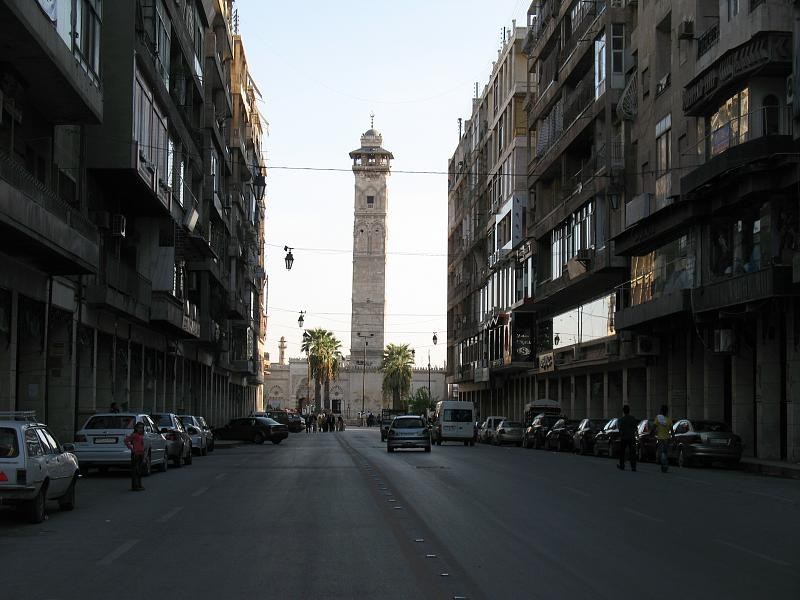

这个广场是前往阿勒颇大清真寺的主要路线。
广场的中心装饰着五颜六色的舞蹈喷泉。 